# Syssomonas multiformis
A Syssomonas multiformis az egysejtű ostoros Syssomonas egyetlen ismert faja. A Pluriformea tagja az állatokat és legközelebbi rokonaikat tartalmazó Holozoán belül. Édesvízben él, életciklusa összetett, egysejtű amőboid és ostoros fázisból és többsejtű csoportokból áll környezettől és állapottól függően. 18S rRNS alapján fedezték fel 2017-ben Vietnámban. Típustörzse a Colp-12, mely a Tengeri Gerinctelenek Gyűjteményében MI-PR205-ként szerepel, és hapantotípus.

## Morfológia
Csupasz, vagyis héj vagy pikkelyek nélküli, azonban plazmalemmával körülvett egysejtű. Felvehet tisztán ostoros, ostoros amőba és tisztán amőboid alakot is. Sima ostora középen oldalt indul, visszafordul, és rövid akronémával ér véget.

## Életciklus
Összetett életciklusa során számos különböző formát felvehet. Lehetnek 7–14 μm átmérőjű kerek ostoros sejtek egy hátulsó ostorral, ostoros amőbák (vagyis ostorral és állábbal rendelkező sejtek), ostor nélküli amőboid sejtek és gömbölyű ciszták. Többsejtű csoportokat is alkothatnak.

### Egysejtű állapotok: ostoros, amőboid és ciszta

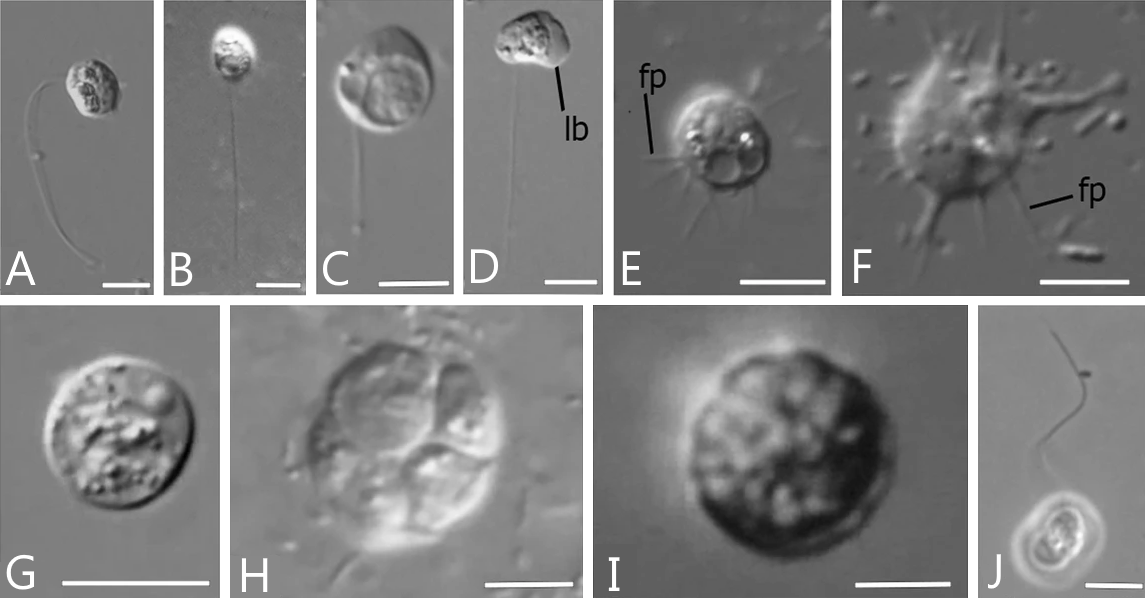
A S. multiformis külső morfológiája és életszakaszai. A–C: úszó ostoros sejtek, D: ostoros amőba (lb: lobopódium), E–F: amőboid sejtek (fp: filopódium). G: ciszta. H: palintómia a cisztában. I: ciszta vezikulumokkal. J: csatlakozó ostoros sejt.

Életciklusában leggyakoribb úszó ostoros állapotában az Opisthokonta egy tipikus sejtjéhez, például az állatok hímivarsejtjéhez vagy a Chytridiomycota zoospóráihoz hasonlít. Egy sima ostor van, mely középről indul, visszafordul, és úszáskor hátrafelé irányul. Úszáskor az ostor sebessége miatt úgy tűnhet, mintha két ostora lenne. Az úszó sejtek forogna, és hirtelen megállhatnak és irányt válthatnak. A sejtek időszakosan szubsztráthoz rögzülhetnek a sejttest elülső részével, és vízmozgást okozhatnak a gyors ostorveréssel a galléros ostorosokhoz és a szivacsok choanocitáihoz hasonlóan. A lebegő sejtek lefelé mozogva ostoros amőbákká alakulhatnak széles lobo- és vékony, rövid filopódiumokkal és ostoruk lassulásával. Ezek a szubsztráton elülső lobopódiumaikkal mozoghatnak.
Az ostoros amőba háromféleképp vesztheti el ostorát: hirtelen leválással és egyenes vagy sejt alá csavart spirális állapotban való visszahúzással. Ezzel vékony rövid filopódiumokat képző, néha két kontraktilis vakuólummal rendelkező amőboid állapottá alakul. E két állapot ostorossá alakulhat.
Az amőboid állapot visszahúzhatja filopódiumait kerek cisztává válva, ahol az állatok embrionális barázdálódásához hasonló gyors palintómiás (növekedésmentes) osztódás történhet 2, 4, 8 vagy 16 ostoros sejtet adva, melyek a cisztán belülről szabadulnak ki.

### Aggregált többsejtű állapotok

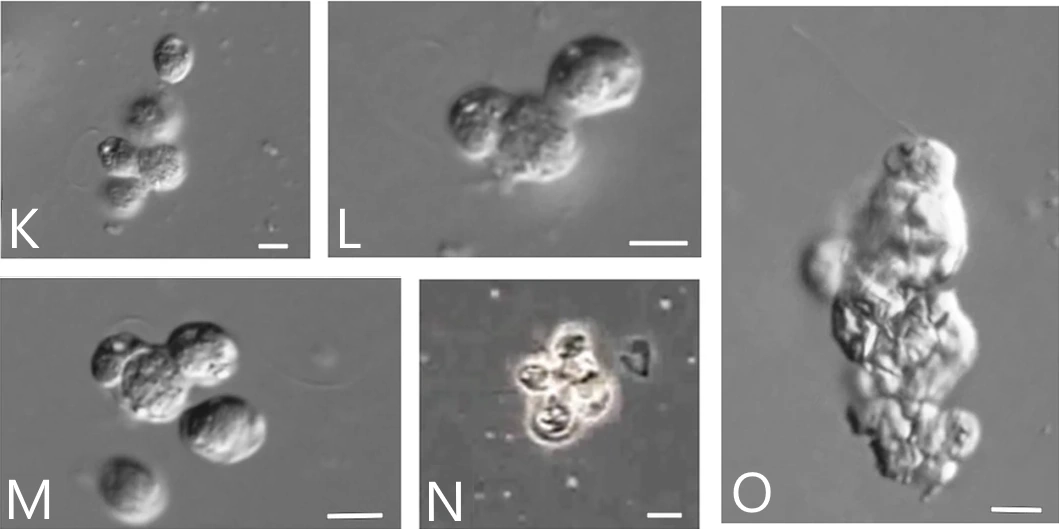
K–M, O: Syssomonas-sejtaggregátumok a Petri-csésze alja körül. N: lebegő ostorossejt-aggregátum.

A Syssomonas-sejtek részben egyesülhetnek, általában alaktalan és a víz alján megfigyelt 3–10 sejtes időleges aggregátumokat alkotva. Ezenkívül csak ostoros sejtekből is aggregátumot képezhet kifelé mutató ostorokkal a galléros ostorosok rozettaszerű kolóniáihoz hasonlóan. Ezek könnyen felbomolhatnak, sejtmembránjaik nem egyesültek.
Szilárd kultúrákban a sejtek teljesen egyesülhetnek a Petri-csésze alján szincitiumszerű vagy pszeudoplazmódiumos szerkezetbe, ahol a sejtmagok nem egyesülnek. Ezekből az utódsejtek csíráznak. Ezt más eukariótákban nem figyelték meg, bár a szincitiumképződés ismert más csoportokban (például Dictyostelida (Eumycetozoa), Copromyxa (Tubulinea), Acrasidae, Sorogena (Alveolata), Sorodiplophrys (Stramenopila), Guttulinopsis (Rhizaria) és Fonticula alba (Opisthokonta)). Az amőboid filopódiumos állapotból aggregált állapotba való átmenet ismert a Holozoa kládon belül a Capsaspora owczarzakiban is, a szincitiumképződés pedig állatokban is előfordul: az üvegszivacsok citoplazmája, a laposférgek tegumentuma és az emlősök vázizmai és placentája is ilyenek.
A Syssomonas-sejtegyesülés – feltehetően kémiai úton – vonzza a közeli aktívan úszó, az aggregátumhoz csatlakozni próbáló közeli sejteket. Feltehetően csak így nőnek ezek, osztódással nem.

## Ökológia
A Syssomonas multiformist vietnámi édesvizű tóból izolálták. 5–36 °C közti hőmérsékleten és 6–11 közti pH-n él. Más hasonló méretű heterotróf sárgamoszatokat és Bodonida-fajokat eszik, például Parabodo caudatust és Spumella-fajokat. Baktériumokat és kis melléktermékeket is ehet a galléros ostorosokhoz hasonlóan.
Számos más eukariótától eltérően nem használnak extruszómákat, ehelyett a zsákmánysejthez rögzülve citoplazmájukat szívják ki a sejtmembrán megevése nélkül. Jobban tudnak inaktív, lassú vagy elhalt sejteket vagy cisztákat enni. Ha egy sejt a zsákmányhoz tapad, feltehetően kémiai úton továbbiakat is vonz a zsákmány, és megpróbálnak hozzátapadni. Több más sejtet is feltehetően kémiai úton vonzani kezd ekkor a zsákmánysejt, ezek is megpróbálnak csatlakozni. Együtt több sejt közösen is ki tudja szívni azonos zsákmány citoplazmáját.
A baktériumcsoportokat rövid állábakkal eszik. Ezután nagy emésztő űröcskét képeznek hátulsó végükön. A baktériumok nem elegendők túlélésükhöz, eukarióta zsákmány nélkül elhalnak vagy cisztát képeznek.

## Evolúció
A Holozoa részeként a Syssomonas az állatokkal közeli rokon egysejtűek egyike, így az állati többsejtűség kutatásában fontos alany. Az első e nemzetséget tartalmazó filogenomikai elemzések szerint a Corallochytrium testvérkládja, melyek együtt a Pluriformea kládot, a Filozoa testvértaxonját alkotják. Egy másik hipotézis szerint a Pluridormea az Ichthyosporea testvértaxonja a Teretosporea taxonban. Az alábbi kladogram a Syssomonas helyzetét az első hipotézis szerint ábrázolja:
|  | Choanoflagellata |
|  |                  |
|  | Metazoa          |
|  |                  |

|  | Ministeria vibrans                                                   |
|  |                                                                      |
|  | \| \| Pigoraptor \| \| \| \| \| \| Capsaspora owczarzaki \| \| \| \| |
|  |                                                                      |
|  | Pigoraptor                                                           |
|  |                                                                      |
|  | Capsaspora owczarzaki                                                |
|  |                                                                      |

|  | Pigoraptor            |
|  |                       |
|  | Capsaspora owczarzaki |
|  |                       |

|  | Choanoflagellata |
|  |                  |
|  | Metazoa          |
|  |                  |

|  | Ministeria vibrans                                                   |
|  |                                                                      |
|  | \| \| Pigoraptor \| \| \| \| \| \| Capsaspora owczarzaki \| \| \| \| |
|  |                                                                      |
|  | Pigoraptor                                                           |
|  |                                                                      |
|  | Capsaspora owczarzaki                                                |
|  |                                                                      |

|  | Pigoraptor            |
|  |                       |
|  | Capsaspora owczarzaki |
|  |                       |

|  | Syssomonas multiformis       |
|  |                              |
|  | Corallochytrium limacisporum |
|  |                              |

|  | Choanoflagellata |
|  |                  |
|  | Metazoa          |
|  |                  |

|  | Ministeria vibrans                                                   |
|  |                                                                      |
|  | \| \| Pigoraptor \| \| \| \| \| \| Capsaspora owczarzaki \| \| \| \| |
|  |                                                                      |
|  | Pigoraptor                                                           |
|  |                                                                      |
|  | Capsaspora owczarzaki                                                |
|  |                                                                      |

|  | Pigoraptor            |
|  |                       |
|  | Capsaspora owczarzaki |
|  |                       |

|  | Choanoflagellata |
|  |                  |
|  | Metazoa          |
|  |                  |

|  | Ministeria vibrans                                                   |
|  |                                                                      |
|  | \| \| Pigoraptor \| \| \| \| \| \| Capsaspora owczarzaki \| \| \| \| |
|  |                                                                      |
|  | Pigoraptor                                                           |
|  |                                                                      |
|  | Capsaspora owczarzaki                                                |
|  |                                                                      |

|  | Pigoraptor            |
|  |                       |
|  | Capsaspora owczarzaki |
|  |                       |

|  | Syssomonas multiformis       |
|  |                              |
|  | Corallochytrium limacisporum |
|  |                              |

|  | Choanoflagellata |
|  |                  |
|  | Metazoa          |
|  |                  |

|  | Ministeria vibrans                                                   |
|  |                                                                      |
|  | \| \| Pigoraptor \| \| \| \| \| \| Capsaspora owczarzaki \| \| \| \| |
|  |                                                                      |
|  | Pigoraptor                                                           |
|  |                                                                      |
|  | Capsaspora owczarzaki                                                |
|  |                                                                      |

|  | Pigoraptor            |
|  |                       |
|  | Capsaspora owczarzaki |
|  |                       |

|  | Choanoflagellata |
|  |                  |
|  | Metazoa          |
|  |                  |

|  | Ministeria vibrans                                                   |
|  |                                                                      |
|  | \| \| Pigoraptor \| \| \| \| \| \| Capsaspora owczarzaki \| \| \| \| |
|  |                                                                      |
|  | Pigoraptor                                                           |
|  |                                                                      |
|  | Capsaspora owczarzaki                                                |
|  |                                                                      |

|  | Pigoraptor            |
|  |                       |
|  | Capsaspora owczarzaki |
|  |                       |

|  | Syssomonas multiformis       |
|  |                              |
|  | Corallochytrium limacisporum |
|  |                              |

|  | Choanoflagellata |
|  |                  |
|  | Metazoa          |
|  |                  |

|  | Ministeria vibrans                                                   |
|  |                                                                      |
|  | \| \| Pigoraptor \| \| \| \| \| \| Capsaspora owczarzaki \| \| \| \| |
|  |                                                                      |
|  | Pigoraptor                                                           |
|  |                                                                      |
|  | Capsaspora owczarzaki                                                |
|  |                                                                      |

|  | Pigoraptor            |
|  |                       |
|  | Capsaspora owczarzaki |
|  |                       |

|  | Choanoflagellata |
|  |                  |
|  | Metazoa          |
|  |                  |

|  | Ministeria vibrans                                                   |
|  |                                                                      |
|  | \| \| Pigoraptor \| \| \| \| \| \| Capsaspora owczarzaki \| \| \| \| |
|  |                                                                      |
|  | Pigoraptor                                                           |
|  |                                                                      |
|  | Capsaspora owczarzaki                                                |
|  |                                                                      |

|  | Pigoraptor            |
|  |                       |
|  | Capsaspora owczarzaki |
|  |                       |

|  | Syssomonas multiformis       |
|  |                              |
|  | Corallochytrium limacisporum |
|  |                              |

|  | Choanoflagellata |
|  |                  |
|  | Metazoa          |
|  |                  |

|  | Ministeria vibrans                                                   |
|  |                                                                      |
|  | \| \| Pigoraptor \| \| \| \| \| \| Capsaspora owczarzaki \| \| \| \| |
|  |                                                                      |
|  | Pigoraptor                                                           |
|  |                                                                      |
|  | Capsaspora owczarzaki                                                |
|  |                                                                      |

|  | Pigoraptor            |
|  |                       |
|  | Capsaspora owczarzaki |
|  |                       |

|  | Choanoflagellata |
|  |                  |
|  | Metazoa          |
|  |                  |

|  | Ministeria vibrans                                                   |
|  |                                                                      |
|  | \| \| Pigoraptor \| \| \| \| \| \| Capsaspora owczarzaki \| \| \| \| |
|  |                                                                      |
|  | Pigoraptor                                                           |
|  |                                                                      |
|  | Capsaspora owczarzaki                                                |
|  |                                                                      |

|  | Pigoraptor            |
|  |                       |
|  | Capsaspora owczarzaki |
|  |                       |

|  | Syssomonas multiformis       |
|  |                              |
|  | Corallochytrium limacisporum |
|  |                              |

|  | Choanoflagellata |
|  |                  |
|  | Metazoa          |
|  |                  |

|  | Ministeria vibrans                                                   |
|  |                                                                      |
|  | \| \| Pigoraptor \| \| \| \| \| \| Capsaspora owczarzaki \| \| \| \| |
|  |                                                                      |
|  | Pigoraptor                                                           |
|  |                                                                      |
|  | Capsaspora owczarzaki                                                |
|  |                                                                      |

|  | Pigoraptor            |
|  |                       |
|  | Capsaspora owczarzaki |
|  |                       |

|  | Choanoflagellata |
|  |                  |
|  | Metazoa          |
|  |                  |

|  | Ministeria vibrans                                                   |
|  |                                                                      |
|  | \| \| Pigoraptor \| \| \| \| \| \| Capsaspora owczarzaki \| \| \| \| |
|  |                                                                      |
|  | Pigoraptor                                                           |
|  |                                                                      |
|  | Capsaspora owczarzaki                                                |
|  |                                                                      |

|  | Pigoraptor            |
|  |                       |
|  | Capsaspora owczarzaki |
|  |                       |

|  | Syssomonas multiformis       |
|  |                              |
|  | Corallochytrium limacisporum |
|  |                              |

|  | Choanoflagellata |
|  |                  |
|  | Metazoa          |
|  |                  |

|  | Ministeria vibrans                                                   |
|  |                                                                      |
|  | \| \| Pigoraptor \| \| \| \| \| \| Capsaspora owczarzaki \| \| \| \| |
|  |                                                                      |
|  | Pigoraptor                                                           |
|  |                                                                      |
|  | Capsaspora owczarzaki                                                |
|  |                                                                      |

|  | Pigoraptor            |
|  |                       |
|  | Capsaspora owczarzaki |
|  |                       |

|  | Choanoflagellata |
|  |                  |
|  | Metazoa          |
|  |                  |

|  | Ministeria vibrans                                                   |
|  |                                                                      |
|  | \| \| Pigoraptor \| \| \| \| \| \| Capsaspora owczarzaki \| \| \| \| |
|  |                                                                      |
|  | Pigoraptor                                                           |
|  |                                                                      |
|  | Capsaspora owczarzaki                                                |
|  |                                                                      |

|  | Pigoraptor            |
|  |                       |
|  | Capsaspora owczarzaki |
|  |                       |

|  | Syssomonas multiformis       |
|  |                              |
|  | Corallochytrium limacisporum |
|  |                              |

|  | Choanoflagellata |
|  |                  |
|  | Metazoa          |
|  |                  |

|  | Ministeria vibrans                                                   |
|  |                                                                      |
|  | \| \| Pigoraptor \| \| \| \| \| \| Capsaspora owczarzaki \| \| \| \| |
|  |                                                                      |
|  | Pigoraptor                                                           |
|  |                                                                      |
|  | Capsaspora owczarzaki                                                |
|  |                                                                      |

|  | Pigoraptor            |
|  |                       |
|  | Capsaspora owczarzaki |
|  |                       |

|  | Choanoflagellata |
|  |                  |
|  | Metazoa          |
|  |                  |

|  | Ministeria vibrans                                                   |
|  |                                                                      |
|  | \| \| Pigoraptor \| \| \| \| \| \| Capsaspora owczarzaki \| \| \| \| |
|  |                                                                      |
|  | Pigoraptor                                                           |
|  |                                                                      |
|  | Capsaspora owczarzaki                                                |
|  |                                                                      |

|  | Pigoraptor            |
|  |                       |
|  | Capsaspora owczarzaki |
|  |                       |

|  | Syssomonas multiformis       |
|  |                              |
|  | Corallochytrium limacisporum |
|  |                              |

A Teretosporea-hipotézist egymásolatos fehérjedomén-elemzések szinte teljesen alátámasztották, azonban a Syssomonas bevezetése jelentősen csökkentette ezt.

## Genetika
Kadherinjei nincsenek, C-típusú lektinjei vannak, szemben a Pigoraptorral, ahol kadherin van, C-típusú lektin nincs. A C-típusú lektinek az állatokban többek közt a sejtkommunikációban, az immunválaszban és az apoptózisban fontosak. 2017-ben a Syssomonas nemzetség felhasználásával mutatták ki Hehenberger et al., hogy az állatok ősében kétkomponensű jelzőrendszer volt, C-típusú lektinekkel és kadherinekkel.
GH99 fehérjéjében DYGE motívum található.
18S rRNS-e MF190551 számon érhető el a GenBankben.

## Fordítás
Ez a szócikk részben vagy egészben  a   Syssomonas című angol Wikipédia-szócikk ezen változatának fordításán alapul.  Az eredeti cikk szerkesztőit annak laptörténete sorolja fel. Ez a jelzés csupán a megfogalmazás eredetét és a szerzői jogokat jelzi, nem szolgál a cikkben szereplő információk forrásmegjelöléseként.